# Kriajim
Kriajim (en rus: Кряжим) és un poble de l'óblast de Saràtov, a Rússia, segons el cens del 2010 tenia 409 habitants. Pertany al districte municipal de Volsk.